# Nowa Zelandia na Letnich Igrzyskach Olimpijskich 1952
Nową Zelandię na Letnich Igrzyskach Olimpijskich w 1952 roku reprezentowało 14 zawodników (12 mężczyzn i 2 kobiety) w 5 dyscyplinach. Zdobyli oni łącznie 3 medale (w tym 1 złoty), plasując swój kraj na 28. miejscu w klasyfikacji medalowej igrzysk.
Był to siódmy występ tego kraju na Olimpiadzie. Chorążym ekipy był ciężarowiec Harold Cleghorn.

## Medaliści

### Złote Medale
- Yvette Williams – lekkoatletyka – skok w dal kobiet

### Brązowe Medale
- John Holland – lekkoatletyka – Bieg na 400 m przez płotki mężczyzn
- Jean Stewart – pływanie – 100 m stylem grzbietowym kobiet

## Wyniki reprezentacji

### Kolarstwo

#### Konkurencje Torowe

##### Mężczyźni
| Zawodnik                        | Konkurencja | Runda 1. | Runda 1. | Baraże o Ćwierćfinał | Baraże o Ćwierćfinał | Ćwierćfinały | Ćwierćfinały | Baraże o Półfinał | Baraże o Półfinał | Półfinał | Półfinał | Baraże o Finał | Baraże o Finał | Finał | Finał   |
| Zawodnik                        | Konkurencja | Czas     | Pozycja  | Czas                 | Pozycja              | Czas         | Pozycja      | Czas              | Pozycja           | Czas     | Pozycja  | Czas           | Pozycja        | Czas  | Pozycja |
| ------------------------------- | ----------- | -------- | -------- | -------------------- | -------------------- | ------------ | ------------ | ----------------- | ----------------- | -------- | -------- | -------------- | -------------- | ----- | ------- |
| Colin Dickinson                 | Sprint      | Nieznany | 4.       | Nieznany             | 3.                   | NQ           | NQ           | NQ                | NQ                | NQ       | NQ       | NQ             | NQ             | NQ    | NQ      |
| Colin Dickinson Malcolm Simpson | Tandemy     | 11.3     | 1. Q     | BYE                  | BYE                  | Nieznany     | 2.           | —                 | —                 | NQ       | NQ       | —              | —              | NQ    | NQ      |

| Zawodnik        | Konkurencja  | Czas   | Pozycja |
| --------------- | ------------ | ------ | ------- |
| Malcolm Simpson | 1 km na czas | 1:15.1 | 11.     |

### Lekkoatletyka

#### Konkurencje Biegowe

##### Mężczyźni
| Zawodnik         | Konkurencja                | Eliminacje         | Eliminacje         | Ćwierćfinały | Ćwierćfinały | Półfinały | Półfinały | Finał | Finał   |
| Zawodnik         | Konkurencja                | Czas               | Pozycja            | Czas         | Pozycja      | Czas      | Pozycja   | Czas  | Pozycja |
| ---------------- | -------------------------- | ------------------ | ------------------ | ------------ | ------------ | --------- | --------- | ----- | ------- |
| Maurice Marshall | Bieg na 800 m              | 1:56.2             | 4.                 | —            | —            | NQ        | NQ        | NQ    | NQ      |
| Maurice Marshall | Bieg na 1500 m             | 4:01.0             | 7.                 | —            | —            | NQ        | NQ        | NQ    | NQ      |
| George Hoskins   | Bieg na 1500 m             | 3:56.2             | 1. Q               | —            | —            | 3:53.0    | 12.       | NQ    | NQ      |
| George Hoskins   | Bieg na 5000 m             | Nie ukończył biegu | Nie ukończył biegu | —            | —            | —         | —         | NQ    | NQ      |
| John Holland     | Bieg na 400 m przez płotki | 53.3               | 1. Q               | 52.2         | 1. Q         | 52.0      | 2. Q      | 52.2  | [ 16 ]  |

#### Konkurencje Techniczne

##### Kobiety
| Zawodniczka     | Konkurencja    | Eliminacje | Eliminacje | Finał   | Finał   |
| Zawodniczka     | Konkurencja    | Wynik      | Pozycja    | Wynik   | Pozycja |
| --------------- | -------------- | ---------- | ---------- | ------- | ------- |
| Yvette Williams | Skok w dal     | 6,16 m     | 1. Q       | 6,24 m  | [ 18 ]  |
| Yvette Williams | Pchnięcie kulą | 12,64 m    | 10. Q      | 13,35 m | 6.      |
| Yvette Williams | Rzut dyskiem   | 41,32 m    | 4. Q       | 40,48 m | 10.     |

### Pływanie

#### Mężczyźni
| Zawodnik        | Konkurencja              | Eliminacje | Eliminacje | Półfinały | Półfinały | Finał | Finał   |
| Zawodnik        | Konkurencja              | Czas       | Pozycja    | Czas      | Pozycja   | Czas  | Pozycja |
| --------------- | ------------------------ | ---------- | ---------- | --------- | --------- | ----- | ------- |
| Lincoln Hurring | 100 m stylem grzbietowym | 1:09.6     | 3. Q       | 1:10.2    | 7.        | NQ    | NQ      |

#### Kobiety
| Zawodniczka  | Konkurencja              | Eliminacje | Eliminacje | Półfinały | Półfinały | Finał  | Finał   |
| Zawodniczka  | Konkurencja              | Czas       | Pozycja    | Czas      | Pozycja   | Czas   | Pozycja |
| ------------ | ------------------------ | ---------- | ---------- | --------- | --------- | ------ | ------- |
| Jean Stewart | 100 m stylem grzbietowym | 1:16.0     | 2. Q       | —         | —         | 1:15.8 | [ 24 ]  |

### Podnoszenie Ciężarów

#### Mężczyźni
| Zawodnik        | Konkurencja | Wyciskanie | Wyciskanie | Rwanie   | Rwanie  | Podrzut  | Podrzut | Suma   | Suma    |
| Zawodnik        | Konkurencja | Wynik      | Pozycja    | Wynik    | Pozycja | Wynik    | Pozycja | Wynik  | Pozycja |
| --------------- | ----------- | ---------- | ---------- | -------- | ------- | -------- | ------- | ------ | ------- |
| Harold Cleghorn | Waga ciężka | 130 kg     | 6.         | 117,5 kg | 6.      | 152,5 kg | 7.      | 400 kg | 7.      |

### Wioślarstwo
| Zawodnik                                                          | Konkurencja | Runda 1. | Runda 1. | Baraże o Półfinał | Baraże o Półfinał | Półfinały | Półfinały | Baraże o Finał | Baraże o Finał | Finał | Finał   |
| Zawodnik                                                          | Konkurencja | Czas     | Pozycja  | Czas              | Pozycja           | Czas      | Pozycja   | Czas           | Pozycja        | Czas  | Pozycja |
| ----------------------------------------------------------------- | ----------- | -------- | -------- | ----------------- | ----------------- | --------- | --------- | -------------- | -------------- | ----- | ------- |
| Ted Johnson John O’Brien Kerry Ashby Bill Tinnock Colin Johnstone | M4+         | 7:25.2   | 4.       | 7:07.3            | 2.                | NQ        | NQ        | NQ             | NQ             | NQ    | NQ      |